# Северно Киву
Нор Киву (на френски и на суахили: Nord-Kivu, в най-близък превод Северна Киву, Северно Киву или Север-Киву) е една от провинциите на Демократична република Конго. Разположена е в източната част на страната и на изток граничи с Руанда и Уганда. Името на провинцията идва от езерото Киву, заемащо част от територията на провинцията. Националният парк Вирунга, включен в списъка на световното културно и природно наследство на ЮНЕСКО, също е разположен в Нор Киву. Този национален парк е обитаван от застрашената от изчезване планинска горила. Столицата на Нор Киву е град Гома. Площта ѝ е 59 483 км², а населението, според проекция за юли 2020 г., е 8,147,400 души. Най-масово говорените езици в провинцията са френският и езикът суахили.